# Collins (rivière de Nouvelle-Zélande)
Pour les articles homonymes, voir Collins.
La rivière Collins  (anglais : Collins River ) est cours d’eau de l’est de la région de Nelson et du district de Nelson, dans l’Île du Sud en Nouvelle-Zélande et un affluent du fleuve Whangamoa.

## Géographie
La rivière Collins prend naissance au nord du col de « Rai Saddl e» et s’écoule vers le nord-ouest pour rejoindre le fleuve Whangamoa,.